# Lasse Nielsen (regista)
Lasse Nielsen (Copenaghen, 15 aprile 1950 – Aarhus, 28 novembre 2024) è stato un regista, sceneggiatore e produttore cinematografico danese famoso per aver realizzato celebri film per ragazzi come La' os være (1975), Måske ku' vi (1976) e Du er ikke alene (1978).

## Biografia
Lasse Nielsen è nato il 15 aprile 1950 a Copenaghen. Ebbe un fratello gemello, Carsten. 
Ha esordito come regista nel 1969 con il cortometraggio Boy. Nel 1975 gira il suo primo film di successo, La' os være. L'anno dopo gira Måske ku' vi e nel 1978 Du er ikke alene.  In seguito ha girato alcuni cortometraggi.
Secondo Filmmagasinet Ekko, la caratteristica comune dei suoi film è che "sono solidali con i giovani raccontando i loro problemi all'altezza degli occhi e con un'accusa contro gli adulti che non considerano i bambini come persone indipendenti con le proprie vite emotive."

### Accuse di violenza sessuale
Nel 2008, il giornalista Anders Lund Madsen ha scritto in una colonna su Jyllands-Posten che Lasse Nielsen dopo la prima di Du er ikke alene lo aveva invitato a casa per un'intervista. Anders Lund Madsen, che all'epoca aveva 14 anni, aveva recitato in Du er ikke alene, e Lasse Nielsen era interessato a usarlo nel suo prossimo film. Secondo Lund Madsen, Lasse Nielsen aveva "una mano dentro la mia maglietta" durante l'intervista, proprio mentre Lasse Nielsen lo accarezzava sul collo.
Nel 2018 Ivan Baumann, che all'età di 14 anni ha recitato in La' os være, alla rivista Filmmagasinet Ekko, disse che Lasse Nielsen aveva cercato di "attirarlo al sesso" nell'appartamento del regista. In un'intervista su Ekko, Lasse Nielsen ha ammesso di aver avuto rapporti sessuali con giovani attori dopo le riprese, ma ha negato di aver commesso abusi sessuali: "E non sento di aver abusato di nessun bambino, perché ho avuto un buon sentendosi per se volevano. E non ci sono bambini che mi hanno denunciato o si sono lamentati. L'hanno fatto solo quando sono cresciuti." Lasse Nielsen ha inoltre affermato di essere affascinato da "ragazzi adolescenti con una bella parte superiore del corpo, preferibilmente un po' muscolosa".
Il 14 marzo 2018, sei uomini (tra cui Anders Lund Madsen e Ivan Baumann) sono apparsi nel documentario di TV 2 De misbrugte filmbørn, e hanno parlato di aggressioni sessuali o tentate aggressioni commesse da Lasse Nielsen, in connessione con la loro partecipazione ai film del regista negli anni'70.

## Riconoscimenti
- 1975 – Festival internazionale del cinema di Berlino[7]
  - Nomination Orso d'oro per La' os være (con Ernst Johansen)

- 1979 – Chicago International Film Festival[7]
  - Nomination Miglior film per Du er ikke alene

## Filmografia

### Regista
- Boy – cortometraggio (1969)
- La' os være (1975)
- Måske ku' vi (1976)
- Du er ikke alene (1978)
- Kærlighed ude Grænser – cortometraggio (1980)
- The Story of Net (2010) Uscito in home video
- Lek and the Waterboy – cortometraggio (21010)
- Happy Birthday – cortometraggio (2013)
- Dragen – cortometraggio (2016)
- Legen – cortometraggio (2017)
- Tim and the Fluteboy – cortometraggio (2019)

### Sceneggiatore
- La' os være (1975)
- Måske ku' vi (1976)
- Du er ikke alene (1978)
- Kærlighed ude Grænser – cortometraggio (1980)
- Happy Birthday – cortometraggio (2013)
- Dragen – cortometraggio (2016)
- Legen – cortometraggio (2017)
- Tim and the Fluteboy – cortometraggio (2019)

### Montatore
- Dragen – cortometraggio (2016)
- Tim and the Fluteboy – cortometraggio (2019)

### Attore
- The Story of Net (2010) Uscito in home video